# Cylindrosporium onobrychidis
Cylindrosporium onobrychidis är en svampart som först beskrevs av Paul Sydow, och fick sitt nu gällande namn av Died. 1912. Cylindrosporium onobrychidis ingår i släktet Cylindrosporium, ordningen disksvampar, klassen Leotiomycetes, divisionen sporsäcksvampar och riket svampar.   Inga underarter finns listade i Catalogue of Life.